# Thomas Pauli-Gabi
Thomas Pauli-Gabi (* 1966) ist ein Schweizer Archäologe und Kulturmanager.

## Leben
Pauli-Gabi studierte Ur- und Frühgeschichte, Klassische Archäologie und Alte Geschichte an der Universität Bern. Er absolvierte ausserdem an der Universität Basel einen nachträglichen Masterabschluss im Bereich Kulturmanagement.
Ab dem Jahr 2008 bis 2013 leitete er den Aargauer Museen- & Schlösserverbund Museum Aargau und von 2013 bis 2020 leitete er danach die Kulturabteilung des Kantons Aargau. Während seiner Amtszeit als Direktor realisierte er in Windisch AG den heutigen Legionärspfad Vindonissa. Ebenso gelang ihm die organisatorische Umstrukturierung dieses Museumsverbandes und dessen Neuausrichtung mit dem Titel „Geschichte am Schauplatz erleben“.
Seit dem 1. Mai 2020 leitet er als Nachfolger von Jakob Messerli das Bernische Historische Museum in Bern. Während seiner Amtszeit in Bern wurde vor allem die Realisierung des heutigen Museumsquartiers Bern vorangeführt.
Pauli-Gabi ist verheiratet, ist Vater von zwei Kindern und lebt in Wildegg AG und in Bern.